# Arn: The Knight Templar

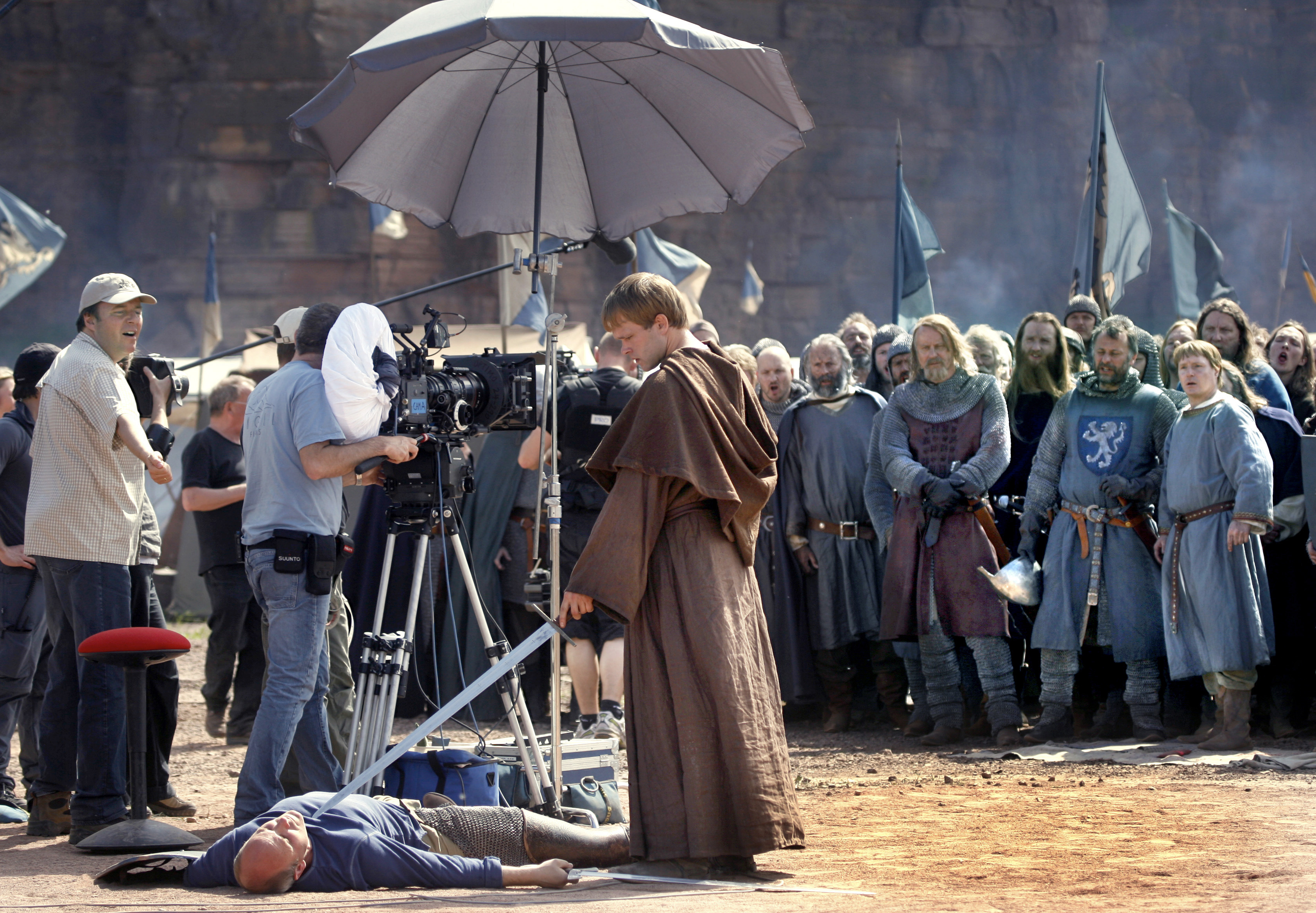
Imagem do set de gravação do longa-metragem.

Arn: The Knight Templar - em sueco Arn - Tempelriddaren e em português  (bra: Arn - O Cavaleiro Templário; prt: O Cavaleiro Templário), é um filme épico de 2007, baseado nos dois primeiros livros da trilogia de Jan Guillou sobre a história do cavaleiro Arn Magnusson: Vägen till Jerusalem (1998) e Tempelriddaren (1999).
Recebeu oitocentas indicação nos Prêmios do Cinema Europeu, ao prêmio de melhor filme.
O terceiro livro da trilogia - O Novo Reino (2000) - foi levado à tela com o nome de "Arn - O novo Reino" (2008).

## Enredo
O filme é ambientado em um pais nórdico e conta a história do nobre Arn Magnusson, que foi educado por monges em cumprimento a uma promessa feita ainda na sua infância por sua família. Mesmo criado no monastério, ele desenvolve suas habilidades de luta, tornando-se um exímio guerreiro. Ao sair do monastério, ele apaixona-se por Cecília, que termina por se engravidar. Cecília e Arn são julgados e condenados a vinte anos de penitência, ela no convento e ele nas Cruzadas.
O filho de Cecília lhe é tirado, indo viver com a família de Arn. Ao sair do convento, Cecília vai morar com a rainha, com quem travou conhecimento no convento. Arn, nas cruzadas tem suas habilidades reconhecidas. Depois de grandes feitos, ao chegar sua hora de partir, é levado a estar em uma última batalha, em que cai de batalha do inimigo, mas é libertado e volta à Suécia, onde junta a Cecília e ao filho. e então vai a uma outra guerra, que acaba vencendo, mas como
estava machucado na volta para a casa, acaba morrendo nos braços de Cecília.

## Elenco
- Joakim Nätterqvist - Arn Magnusson
- Sofia Helin - Cecilia Algotsdotter
- Morgan Alling - Eskil Magnusson
- Bibi Andersson - Irmã Rikissa
- Joy Andersson - Canoness
- Johan Arrenius - Knut
- Mikael Bohlin - Eskil
- Tomas l - Padre
- Nicholas Boulton - Gerard De Ridefort
- Josef Cahoon - Sigge Folkesson
- Simon Callow - Padre Henry
- Anders Baasmo Christiansen - Harald